# Nove Polissea, Bahmaci
Nove Polissea (în ucraineană Нове Полісся) este un sat în comuna Matiivka din raionul Bahmaci, regiunea Cernihiv, Ucraina.

## Demografie
Componența lingvistică a localității Nove Polissea
     Ucraineană (93,02%)
     Rusă (6,98%)
Conform recensământului din 2001, majoritatea populației localității Nove Polissea era vorbitoare de ucraineană (93,02%), existând în minoritate și vorbitori de rusă (6,98%).